# Bad Bramstedt
Bad Bramstedt è una città dello Schleswig-Holstein, in Germania.
Appartiene al circondario di Segeberg.